# Петкана Макавеева
Петкана Макавеева е българска баскетболистка.

## Биография
Родена е на 4 октомври 1952 година в село Липен. Тренира в баскетболния отбор на „Левски“ и участва в националния отбор. С него печели бронзов медал на Олимпиадата в Монреал (1976) и сребърен медал на Олимпиадата в Москва (1980).